# Весело вече — 20 година
Весело вече — 20 година је југословенски музички ТВ филм из 1969. године. Режирао га је Александар Ђорђевић а сценарио су написали Бранислав Бане Ђуричић, Новак Новак и Бора Савић.

## Улоге
| Глумац                   | Улога                 |
| ------------------------ | --------------------- |
| Олга Ивановић            |                       |
| Славка Јеринић           |                       |
| Ђорђе Марјановић         |                       |
| Живојин Жика Миленковић  | (као Жика Миленковић) |
| Жарко Митровић           |                       |
| Лола Новаковић           |                       |
| Миодраг Петровић Чкаља   |                       |
| Ружица Сокић             |                       |
| Милутин Мића Татић       |                       |
| Бранка Веселиновић       |                       |
| Предраг Живковић Тозовац |                       |